# 長野県屋代高等学校・附属中学校

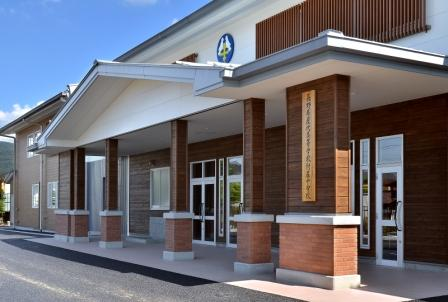
附属中学校

長野県屋代高等学校・長野県屋代高等学校附属中学校（ながのけんやしろこうとうがっこう・ながのけんやしろこうとうがっこうふぞくちゅうがっこう）は、長野県千曲市屋代にある公立の高等学校と中学校である。

## 概要
高等学校は理数科と普通科を擁し、旧制中学を母体とする高校の一つである。通学区は第1通学区（2001年に旧第4通学区から変更）。
現在の校舎は1991年（平成3年）に新築されたもの。附属中学校は、高等学校と同じ校地に、2012年（平成24年）に開校した。1学年80名（男女各40名ずつ）。中学専用の校舎が1棟新築されたが、体育施設や特別教室などは高等学校と共用使用している。
「校歌」（作詞：佐竹盛富・折口信夫、作曲：草川信）や「文化祭」「生徒会」、体育授業伝統の「屋代高校体操」などは高等学校・中学校の両校ともに共通。中学校の校章は高等学校の校章を参考に新たに作成された。校長は両校共通で1名。校長の下に、附属中学には副校長を、高等学校には教頭を置く。「教員の相互乗り入れ」を謳い文句に、両校の教員が所属に関係なく両校を指導する。

## 沿革
- 1922年（大正11年）10月 - 長野県埴科中学校設立認可。
- 1923年（大正12年）4月 - 長野県埴科中学校として開校。
- 1925年（大正14年）4月 - 長野県屋代中学校に改称。
- 1927年（昭和2年）11月 - 講堂、第2校舎建築。
- 1928年（昭和3年）3月 - 第1回卒業式挙行。
- 1932年（昭和7年）
  - 6月 - 第1回クラスマッチ。
  - 10月 - 校歌制定。
- 1934年（昭和9年）7月 - 記念プール落成。
- 1938年（昭和13年）11月 - 第1回マラソン大会（当時の呼称は歩行競争）。
- 1942年（昭和17年）1月 - 戦時下につき土曜半休廃止。
- 1944年（昭和19年）8月・9月 - 出動学徒壮行式・特幹・予科練壮行式。
- 1948年（昭和23年）
  - 4月 - 学制改革により、長野県屋代東高等学校となる。定時制併置。
  - 5月 - 5日制実施
- 1949年（昭和24年）
  - 5月 - 商業科設置（昭和27年度に募集停止）・生徒会発足。
  - 12月 - 第1回文化祭。
- 1953年（昭和28年）5月 - 図書館落成。6日制授業復活。
- 1954年（昭和29年）
  - 4月 - 60分授業開始。
  - 10月 - 第1回鳩祭。
- 1958年（昭和33年）2月 - 生徒会誌「鳩陵」発刊。
- 1963年（昭和38年）4月 - 長野県屋代高等学校に改称。
- 1976年（昭和51年） - 定時制廃止。
- 1992年（平成4年）4月 - 理数科を設置（県下初）。
- 2003年（平成15年）4月22日 - 文部科学省からスーパーサイエンスハイスクール（SSH）の指定を受ける（3年間、その後も継続して指定）。
- 2012年（平成24年）4月1日 - 長野県屋代高等学校附属中学校が開校。中高一貫教育を開始。

### 中高一貫校化
2009年（平成21年）6月4日、屋代高等学校は、「屋代高等学校への中高一貫教育導入について」という要望書を長野県教育委員会に提出し、併設型中高一貫教育導入の検討を要請。これに対し、同教育委員会は10月13日の定例会において「東北信における併設型中高一貫校の設置計画（案）について」との議題の中で、屋代高校に2012年（平成24年）4月を目処に併設型中学校を開校するとの案を示した。そして、12月17日の同定例会において2012年（平成24年）4月に「長野県屋代高等学校附属中学校（仮称）」を開校する事を正式に決定し、2012年（平成24年）4月1日に長野県屋代高等学校附属中学校が開校した。

## 教育目標
教育基本法の精神に則り、創立以来の質実剛健の校風を継承して、次の三綱領を定める。
- 学力の充実と知性の啓発につとめる。
- 自主独立の気風を養い、創造性を育成する。
- 情操豊かな人間性を陶冶し、健康な身体を錬成する。

## 行事
- 対面式 - 高校生徒会が新一年生を歓迎する会。生徒会長挨拶や応援団からのエールなどが行われる。
- 応援練習 - 伝統行事のひとつで、4月に新一年生に対して行われる。校歌や応援手拍子、応援歌などを学ぶ。
- 班結成 - 1年間の班活動が始動する日。
- マラソン大会 - 学校周辺を走る。高校：8.9km、中学：4km
- 中学壮行会 - 応援委員会が大会に出場する班を応援する。
- クラスマッチ - 高校生が春と秋に行う球技クラス対抗。教師及び附属中学3年生も参加する。
- 中学イングリッシュキャンプ - 中学2年生が1泊2日でALTなどと校外で語学アクティビティをする。
- 鳩祭 - 文化祭。その名称は校章（向き合う2羽の鳩の下に高の文字）に由来する。
- 中学北陸研修旅行 - 中学2年生が2泊3日で富山県・石川県へ行く。
- 高校修学旅行 - 高校2年生が3泊4日で沖縄県へ行く。
- 中学修学旅行 - 中学3年生が2泊3日で京都府・奈良県へ行く。
- 海外研修 - 高校2年生希望者が海外へ行く。
- 中学海外研修−中学3年生希望者がオーストラリアへ行く。
- 中学総合文化発表会 - 各学年の代表や文化班や諏訪清陵高等学校附属中学校などの発表が行われる。
- 一人一研究発表会 - 高校1年生が一年間の研究の成果を発表する。
- 課題研究発表会 - 全日制の生徒が研究の成果を発表する。

## 部活動
この学校では部活動を「班」と呼んでいる。
- 高等学校
  - 運動班 - 柔道・剣道・弓道・ハンドボール・バレーボール・バスケットボール・卓球・バドミントン・テニス・ソフトテニス・水泳・山岳・陸上・空手道・野球・サッカー
  - 学芸班 - 合唱・吹奏楽・ギターマンドリン・弦楽・軽音楽・天文・理化・文学・地歴・英語・美術・家庭・茶道・演劇・書道・囲碁将棋・写真・新聞・ダンス・放送同好会
- 附属中学校
  - 合唱・吹奏楽・美術・書道・科学・ハンドボール・水泳・柔道・剣道・卓球・硬式テニス・山岳

## 最寄駅
- しなの鉄道：屋代高校前駅

## 著名な出身者
- 赤塩正樹 - 作曲家、教育者、H2Oのメンバー（1976-1985）
- 五十嵐竜馬 - 讀賣テレビ放送アナウンサー
- 伊部祥子 - ヴァイオリニスト
- 小川修一 - 第6代千曲市長、長野県議会議会議員、千曲市議会議員
- 沓掛英二 - 野村不動産ホールディングス代表取締役社長
- 北澤俊美 - 第7・8代防衛大臣、参議院議員、長野県議会議員
- 久保亮太 - ピアニスト
- 小島良太 - スピードスケート選手、2022年北京オリンピック のスピードスケート男子1000m
- 小林洋司 - 厚生労働審議官、厚生労働省職業安定局長、同雇用環境・均等局長[1]
- 瀬在幸安 - 医学者、日本大学名誉教授（心臓外科学）、第10代日本大学総長
- 瀬在良男 - 哲学者、日本大学名誉教授、第9代日本大学総長
- 瀧澤裕子 - ヴァイオリニスト
- 中澤恵 - トランペット奏者
- 中條高徳 - アサヒビール名誉顧問
- 中村喜和 - ロシア文学者、一橋大学名誉教授　第17回大佛次郎賞受賞者
- 野澤正平 - 山一證券代表取締役社長（山一證券の最後の社長）
- 峯村敏明 - 美術評論家、多摩美術大学名誉教授
- 松崎一 - 物理学者、旧制松本高等学校教授、信州大学教授、松商学園短期大学学長
- 丸山佳織 - ファゴット奏者
- 宮坂裕子 - ヴァイオリニスト
- 宮坂祐介 - 内閣府政策統括官、内閣官房内閣審議官
- 宮澤康一 - 国土交通省航空局長、海上保安庁次長、内閣府総合海洋政策推進事務局長[2]
- 宮本真司[1] - 第3代厚生労働省医薬・生活衛生局長
- 柳澤久 - 柔道家、電気通信大学名誉教授、ソウル五輪女子柔道チーム総監督
- 小島凪紗 - アイドル、櫻坂46のメンバー
- 朱紫令真 - 宝塚歌劇団女優